# Paul de Casteljau
Paul de Faget de Casteljau (* 19. November 1930 in Besançon; † 24. März 2022 in Versailles) war ein französischer Physiker und Mathematiker.

## Leben
Paul de Faget de Casteljau verbrachte seine Kindheit zurückgezogen von der deutschen Frankreichbesatzung, wo er die Werke klassischer Geometrie in der Bibliothek seines Großvaters (Konteradmiral Armand Floucaud de Fourcroy) und dessen Vorfahren Antoine-François de Fourcroy kennenlernte. Er besuchte Schulen in Besançon mit hervorragenden mathematischen Leistungen. Er studierte Naturwissenschaften an der École normale supérieure (Paris) mit dem Abschluss Licencié ès Sciences, leistete seinen Wehrdienst im Algerienkrieg ab und begann am 1. April 1958 als Physiker in der Abteilung Méthodes Calcul im Werkzeugbau (Outillage) von Citroën. Er wurde vom Abteilungsleiter de la Boixière beauftragt, eine Lösung zu finden, um Einzelstücke in mathematischer Form auszudrücken, woraus später seine Arbeitsgruppe Détermination Mathématique des Carrosseries hervorging. Schon nach wenigen Monaten, bereits im März 1959, wurden beim französischen Patentamt Institut national de la propriété industrielle (INPI) de Casteljaus grundlegende Dokumente zur Modellierung von Kurven und Flächen hinterlegt. Ende der 1980er Jahre gelang ihm die Verbindung von Bézier- und B-Spline-Technik durch Polarformen, was als Blossoming bekannt wurde. Ab Anfang der 1990er Jahre war er im Ruhestand und hat sich darin zuletzt mit Quaternionen und metrischer Geometrie beschäftigt. Er starb im Alter von 91 Jahren, vier Wochen nach seiner Frau.

## Bedeutung
De Casteljau entwickelte als junger Forscher bei Citroën den nach ihm benannten De-Casteljau-Algorithmus zur näherungsweisen Beschreibung von Bézierkurven mit Polygonzügen.
Der von ihm erfundene Algorithmus ist besonders effizient und numerisch stabil.
Die auf diese Weise konstruierbaren Kurven wurden im Bereich Computer-Aided Design (CAD) von Paul de Casteljau bereits 1958, kurz nach seinem Eintritt in die Firma, beschrieben. Auf dieser Grundlage entwickelte Citroën das CAD/CAM-System SADUSCA (Système d’aide à la définition et à l’usinage des surfaces de carrosserie) mit dem CAD-Design-Programm SPAC (Système de Programmation Automatique Citroën). Erstmals wurde damit im August 1968 die komplette Karosserie des Citroën GS dargestellt.
Erst ab 1962 arbeitete Pierre Bézier an Computerdarstellungen für Renault (Système Unisurf). Ende 1968 / Anfang 1969 wurde mit diesem System erstmals die Karosserie des Peugeot 104 beschrieben.
Wie Bézier später schrieb, wurden die Beiträge von de Casteljau weniger anerkannt, als sie sein sollten, weil die Citroën-Politik ihm nicht erlaubte, seine Forschung zu veröffentlichen: „Zweifellos war Citroën das erste Unternehmen in Frankreich, das sich bereits 1958 mit CAD befasste. Paul de Casteljau, ein hochbegabter Mathematiker, entwickelte ein System, das auf der Verwendung von Bernstein-Polynomen basiert ... Bei Citroën war dies die akzeptierte Praxis, dass das Zeichenbüro zunächst Teile definierte, die dann an die Fertigungstechnik übermittelt wurden, die berechtigt war, die Formen zur Erleichterung der Fertigung geringfügig zu verändern. Folglich war das von de Casteljau entwickelte System darauf ausgerichtet, bereits vorhandene Formen in durch numerische Daten definierte Patches zu übersetzen. Aufgrund der Citroën-Politik wurden die von de Casteljau erzielten Ergebnisse erst 1974 veröffentlicht, und dieser hervorragende Mathematiker wurde des wohlverdienten Ruhmes beraubt, den ihm seine Dokumentationen und Erfindungen hätten einbringen sollen.“
Bemerkenswert sind seine international erst posthum bekannt gewordenen Beiträge jenseits der geometrischen Modellierung:
- eine Verallgemeinerung des Euklidischen Algorithmus auf mehrere Variable, mit zahlreichen Anwendungen in der Zahlentheorie
- eine Verallgemeinerung des Goldenen Schnitts zur Anwendung etwa bei regulären Polygonen und damit zum Lösen polynomialer Gleichungen
- eine Verallgemeinerung des 9-Punkte-Kreises zur 14-Punkte-Strophoide
- eine Darstellung der relativistischen Lorentz-Transformation als Quaternion
- eine Sicht auf die geometrische Optik, die die Abbesche Sinusbedingung ergänzt

## Ehrungen und Auszeichnungen
- 1987 Prix Seymour Cray France
- 1993 John Gregory Memorial Award
- 1997 Dr. phil. h. c. der Universität Bern
- 2012 Pierre Bézier Award der Solid Modeling Association (SMA)[4]

## Veröffentlichungen
- gemeinsam mit Jacques Friedel, Étude de la résistivité et du pouvoir thermoélectrique des impuretés dissoutes dans les métaux nobles, Journal de Physique et le Radium, Band 17(1), S. 27-32, 1956
- Améliorations Possibles Apportées aux Techniques de Cotation et de Calcul Numérique, verfasst in der Abteilung Outillage - Méthodes Calcul, Interner Report P.2108, SA André Citroën, 1959 beim INPI als Enveloppe Soleau eingereicht pdf
- Courbes et Surfaces à Pôles, Interner Report, P_4147, SA André Citroën, 1963 bei frz. Gerichtsvollzieher hinterlegte Microfiches pdf
- Calcul de la Tolérance, verfasst in der Abteilung Outillage - Méthodes Calcul, SA André Citroën, Februar 1966, pdf
  - diese und weitere ursprünglich unveröffentlichte Schriften finden sich im Supplemental Material zu Beccari et al.: Paul de Faget de Casteljau, a pioneer in CAGD. In: Computer Aided Geometric Design. Band 119, 2025, S. 102431, doi:10.1016/j.cagd.2025.102431.
- Formes à Pôles, Mathématiques et CAO. Band 2, Hermes, 1985
- Les quaternions: Hermes, 1987
- Le Lissage: Hermes, 1990
- POLynomials, POLar Forms, and InterPOLation, In: Lyche, Schumaker (eds.) Mathematical methods in computer aided geometric design II, Academic Press Professional, Inc., S. 57-68, 1992
- Mon temps chez Citroën, Oberwolfach, Juni 1992
- Polar Forms as Curve and Surface Modeling as used by Citroën, In: Piegl (ed.) Fundamental Developments of Computer-Aided Geometric Modeling, Academic Press, 1993
- Splines Focales, In: Laurent, Le Méhauté, Schumaker (eds.), Curves and Surfaces in Geometric Design, S. 91-103, 1994
- Courbes et Profils Esthétiques contre Fonctions Orthogonales (Histoire Vécue), In: Dæhlen, Lyche, Schumaker (eds.) Mathematical Methods for Curves and Surfaces, S. 73-82,1995
- La Tolérance d'Usinage chez Citroën dans les Années (19)60, In: Le Méhauté, Rabut, Schumaker (eds.), Curves and Surfaces with Applications in CAGD, S. 69-76, 1997
- Intersection Methods of Convergence, Computing [Suppl] 13, p. 77-80, 1998
- Intersections et Convergence, In: Laurent, Sablonnière, Schumaker (eds.), Curve and Surface Design: Saint-Malo 1999
- In mémoriam Henri de Faget de Casteljau: Son autre passe-temps, la géométrie à travers l'hexagone de Pascal, Procès-verbaux et Mémoires de l'Académie des Sciences, Belles Lettres et Arts de Besançon et de Franche-Comté, Band 193 (1998–1999), S. 91–114, 1999
- De Casteljau's autobiography: my time at Citroën, Computer Aided Geometric Design 16(7), S. 583-586, Aug. 1999
- Au dela du Nombre d'Or, Revue Internationale de CFAO et d'Informatique Graphique, S. 19-31, 2001
- Fantastique strophoïde rectangle, Revue Internationale de CFAO et d'Informatique Graphique, S. 357-370, 2001

## Sekundärliteratur
- Andreas Müller: Neuere Gedanken des Monsieur Paul de Faget de Casteljau, Diplomarbeit TU Braunschweig, 1995; pdf; 42MB
  - darin: Anhang B: Paul de Casteljau: Meine Zeit bei Citroën, 1992 (übersetzt und kommentiert von Andreas Müller und Petra Schultze, August 1995)
- Wolfgang Boehm, Andreas Müller: On de Casteljau's algorithm. In: Computer Aided Geometric Design 16(7), S. 587–605, Aug. 1999
- Andreas Müller: Paul de Casteljau: The story of my adventure. In: Computer Aided Geometric Design 110 (102278), S. 1-44, 2024; doi:10.1016/j.cagd.2024.102278
- Andreas Müller: A tour d'horizon of de Casteljau's work. In: Computer Aided Geometric Design 113 (102366), S. 1-56, 2024; doi:10.1016/j.cagd.2024.102366
- Carolina Vittoria Beccari, Kai Hormann, Christophe Rabut, Wenping Wang: Paul de Faget de Casteljau, a pioneer in CAGD. In: Computer Aided Geometric Design 119 (102431), S. 1-5, 2025; doi:10.1016/j.cagd.2025.102431